# Хегемония
Хегемония е доминация на една група над друга, със или без заплаха или използване на сила. Например, доминиращата група може да диктува платежните търговски срокове в своя полза. По-широко, културните перспективи могат да се изопачат в полза или искане на доминанта.
Политическо надмощие на една държава над друга.
2.ж., само ед. Върховенство, първенство, надмощие. Политическа хегемония.
прил. хегемонен, хегемонна, хегемонно, мн. хегемонни.